# Povratak u stvarnost
„Povratak u stvarnost“ je televizijski esej u trajanju od 29 minuta, reditelja Slobodana Ž. Jovanovića, u proizvodnji Radio-televizije Srbije. Premijerno je emitovana 18. avgusta 1995. godine.
Emisija „Povratak u stvarnost“ je deo serijala „Pesničke vedrine“ i posvećena je pesniku Raši Livadi, jednom od najvažnijih predstavnika nove stvaralačke orijentacije u savremenoj srpskoj poeziji. Naročito je karakterističan i značajan način prelamanja savremenih činjenica koje se uklapaju u jezički i formalno u vrlo neobično sklopljen tekst pesme. Raša Livada je naime jedan od onih pesnika koji su potkraj šezdesetih godina stvorili drukčiji uvid u realnost zagovarajući novi tip kreativnog angažmana, ne odričući se osnovnih esteskih kvaliteta poezije. Emisija je snimljena u Zemunu, u istorijskoj scenografiji grada, na keju i u prostorijama književnog društva „Pismo“ kojem je Raša Livada osnivač i glavni urednik.

## Autorska ekipa
- Reditelj Slobodan Ž. Jovanović
- Scenarista Slobodan Ž. Jovanović
- Direktor fotografije Miodrag Pavlović
- Montažer Branislav Godić

## Učestvuje
- Raša Livada

## Spoljašnje veze
- Povratak u stvarnost на веб-сајту  (језик: енглески)